# Cloetta
 Der er for få eller ingen kildehenvisninger i denne artikel, hvilket er et problem. Du kan hjælpe ved at angive troværdige kilder til de påstande, som fremføres i artiklen.

Cloetta AB er en svensk konfekturevirksomhed grundlagt i Danmark i 1862 af tre brødre fra Schweiz som en af de første chokoladefabrikker i København. Firmaet har været på svenske hænder siden 1917. Virksomheden fremstiller bl.a. Läkerol-pastillerne (siden 2011).

## Historie
Brødrene Cloëttas Damp-Chokolade-Fabrik blev stiftet 1862 af de schweiziske brødre Bernhard, Christoph og Nuttin Cloëtta som en af Danmarks første chokoladefabrikker.
I 1848 kom schweizeren Bernhard Cloëtta til København og to år efter ankom hans brødre Christoph og Nuttin. I 1862 grundlagde de tre driftige brødre en chokoladefabrik i Sortedamsmøllen. Fabrikken baserede sig på de nyeste teknikker fra Paris. Brødrene solgte deres produkter fra en butik i byen, og chokoladerne blev hurtigt berømmet og efterspurgt for deres overlegne kvalitet. I 1865 blev fabrikken flyttet til Niels Hemmingsens Gade. Efter Christophs Cloëttas død i 1897 rejste Bernhard tilbage til Schweiz, mens Christophs enke og sønnen Fritz drev fabrikken videre. Chokoladefabrikken blev i 1901 udvidet endnu en gang med en ny stor bygning i Hørsholmsgade, og fabrikken blev Nordens største. Fabriksbygningen var tegnet af arkitekt Ludvig Knudsen og ligger endnu ved siden af den samtidige bygning for Schioldanns Stiftelse.
I 1873 blev der anlagt en filial i Malmø og i 1896 en i Kristiania.
Fabrikken kom på svenske hænder i 1917, hvor Svenska Chokladfabriks AB overtog aktiemajoriteten fra Cloëtta-familien.
I 2000 gik Cloëtta sammen med en anden chokoladefabrik, finske Fazer, under navnet Cloetta Fazer.
Ved udgangen af 2008 blev Fazer igen en del af Fazer-koncernen, mens Cloetta blev et selvstændigt børsnoteret selskab noteret på Stockholmsbörsen 8. december 2008.
I december 2011 fusionerede Cloetta med Leaf, og koncernen fik navnet Cloetta AB.
Mærker ejet af Cloetta tæller Läkerol, Cloetta, Candyking, Jenkki, Kexchoklad, Malaco, Sportlife, Ahlgrens biler og Red Band.